# 莫仕睽墓
莫仕睽墓或称补王墓:19位于中国广西壮族自治区贵港市平南县大鹏镇高坪村高楼屯以西高楼岭上。
此墓是太平天国补王莫仕葵的墓葬，学者视为平南县境内的太平天国遗址遗迹之一:19。莫仕睽墓与太平天国敬王林大居的墓葬同为平南县文物保护单位。此墓现隶属于大鹏镇人民政府，由高坪村委会管理。以墓碑为中心点半径10米的圆形为文物保护单位的保护范围，以墓碑为中心点半径20米的圆形为文物保护单位的建设控制地带。